# Hugh Henry Brackenridge
Hugh Henry Brackenridge (Campbeltown, 1748 – Carlisle, 25 giugno 1816) è stato uno scrittore statunitense.
Fu insegnante, giornalista, avvocato, uomo politico di parte repubblicana e giudice della Suprema Corte della Pennsylvania. Tra il 1792 e il 1815 pubblicò a puntate un lungo romanzo picaresco dal titolo Cavalleria moderna (Modern Chivalry), una satira degli avvenimenti storici, delle idee del tempo e delle istituzioni.
Ha fondato la Pittsburgh Academy, l'attuale Università di Pittsburgh, ed ha contribuito alla nascita del Pittsburgh Post-Gazette che è oggi il più importante quotidiano di Pittsburgh.

## Opere
- The Battle of Bunker Hill, 1776
- The Death of General Montgomery at the Siege of Quebec, 1777
- Brackenridge, H. H., 1783
- Modern Chivalry, 1792
- Incidents of the Insurrection in the Western Parts of Pennsylvania, 1795
- Law Miscellanies, 1814
- Modern Chivalry, IV volume, 1815